# Cheirodendron trigynum
Cheirodendron trigynum (havajsky ʻŌlapa) je stálezelený havajský strom z čeledi aralkovité (Araliaceae), zástupce rodu Cheirodendron (který čítá celkem 6 druhů, z toho 5 je endemitních pro Havajské ostrovy a 1 pro Markézy).
Na výšku měří asi 12 až 15 m, s průměrem kmenu asi 60 cm. Borka je na povrchu šedá, bývá hladká, někdy je ale drsná a šupinatá. Strom je charakteristický dlaňovitými listy, které rostou vstřícně a dosahují délky 10–20 cm. Tvoří je 3–5 jemně ozubených eliptických či vejčitých lístků, jejichž zbarvení je svrchu leskle zelené, zespodu matné. Anatomie listů vynesla stromu i jméno („cheiros“ = „ruka“, „dendron“ = „strom“). Květenstvím je lata, asi 7,5 až 15 cm dlouhá, složená z asi 5 mm dlouhých nazelenalých kvítků. Plodem je tmavá kulatá bobule s průměrem asi 6 mm. Bobule představují potravu pro původní druhy ptáků. Místní obyvatelé z plodů, listů a kůry tohoto stromu získávají modravé barvivo.
Cheirodendron trigynum vytváří dva poddruhy, ssp. helleri, což je endemit ostrova Kauai, a ssp. trigynum, která se vyskytuje na všech Havajských ostrovech z hlavního řetězce vyjma Kauai a Kahoolawe. Strom vlhkých a středně vlhkých havajských lesů, typický pro nadmořskou výšku 440–1 250 m n. m., roste však až do nadmořské výšky téměř 2 200 m n. m. Mezinárodní svaz ochrany přírody druh vede jako zranitelný, především následkem dopadů invazních rostlin a zvířat.